# 布里利鎮區 (密歇根州)
布里利鎮區（英語：Briley Township）是位於美國密歇根州蒙莫朗西縣的一個行政鎮區。

## 地方資料
布里利鎮區的面積為182.20平方千米，當中陸地面積為177.10平方千米，而水域面積為5.10平方千米。根據2020年美國人口普查的數據，當地共有人口1697人，而人口密度為每平方千米9.31人。